# Marc Vadier
Marc Guillaume Alexis Vadier (ur. 17 lipca 1736 w Pamiers, zm. 14 grudnia 1828 w Brukseli) – francuski polityk, jakobin, działacz Komitetu Bezpieczeństwa Powszechnego. 

## Wczesna działalność
Urodził się w rodzinie urzędniczej, ukończył kolegium jezuickie dzięki wsparciu ze strony biskupa Pamiers, po czym wybrał karierę wojskową i doszedł do stopnia porucznika. Zrezygnował wówczas ze służby w armii i zaczął utrzymywać się z zysków, jakie przynosiły mu imponujące majątki ziemskie w okolicach Montaut. W 1789 r. został wybrany do Stanów Generalnych, w Konstytuancie należał do zwolenników monarchii konstytucyjnej. 

## Członek Konwentu
Vadier nie mógł uczestniczyć w pracach Legislatywy ze względu na zakaz reelekcji, został jednak bez problemu wybrany deputowanym Konwentu Narodowego. Od początku identyfikował się z radykalnym skrzydłem Góry, głosował za śmiercią Ludwika XVI. 
We wrześniu 1793 r. został wybrany do Komitetu Bezpieczeństwa Powszechnego. Jego działalność w nim szybko zyskała mu przydomek Wielkiego Inkwizytora. Vadier zajmował się m.in. sprawą fałszerstwa dekretu o Kompanii Indyjskiej, w którą zamieszani byli Philippe Fabre d’Églantine i François Chabot, mając istotny wpływ na przebieg procesu dantonistów w marcu 1794. Szczególnie zdecydowanie domagał się śmierci Camille'a Desmoulinsa, którego uważał za osobistego wroga ze względu na nieprzychylne publikacje tego ostatniego w czasopiśmie „Le Vieux Cordelier” „(Stary Kordelier)”. W obydwu rządzących komitetach (Bezpieczeństwa Powszechnego i Ocalenia Publicznego) należał do najbardziej zagorzałych zwolenników krwawej rozprawy z wszelką opozycją. Wykorzystywał również swoje kompetencje do rozprawy z prywatnymi wrogami jeszcze sprzed rewolucji. 
W czerwcu 1794 r. poważnie poróżnił się z Maksymilianem Robespierre'em, któremu zarzucał wprowadzanie kultu własnej osoby i wrogi rewolucyjnej obyczajowości mistycyzm. Vadier bezskutecznie usiłował go skompromitować poprzez zaprezentowanie w Konwencie „sprawy Catherine Théot”, fałszywie ukazującej Robespierre’a jako twórcę własnej, pseudoreligijnej sekty. Oskarżał go również otwarcie o faktycznie przejęcie dyktatorskiej władzy w Komitecie Ocalenia Publicznego. To po kolejnej kłótni z Vadierem Robespierre przestał uczestniczyć w pracach Komitetu na ponad miesiąc na przełomie czerwca i lipca 1794. Vadier wziął następnie aktywny udział w przewrocie termidoriańskim.

## Po rewolucji
W 1796 r. został skazany na deportację razem z Collotem d'Herbois, Billaudem-Varenne i Bertrandem Barere'em, zdołał jednak uciec i ukrywał się aż do ogłoszenia amnestii. W czasach Dyrektoriatu był podejrzewany o współudział w spisku Sprzysiężenia Równych i do 1799 r. pozostawał w więzieniu. 
W 1816 r., w czasie Drugiej Restauracji Burbonów na mocy dekretu o królobójstwie, został skazany na wygnanie z Francji. 